# Orival (Charente)
Orival ist eine französische Gemeinde mit 150 Einwohnern (Stand: 1. Januar 2022) im Département Charente in der Region Nouvelle-Aquitaine. Die Gemeinde gehört zum Arrondissement Angoulême, zum Kanton Tude-et-Lavalette und zum 2017 gegründeten Gemeindeverband Lavalette Tude Dronne. Die Einwohner werden Orivallais genannt.

## Geografie
Orival liegt im Süden der historischen Provinz Angoumois, etwa 38 Kilometer südsüdwestlich von Angoulême. Umgeben wird Orival von den Nachbargemeinden Montboyer im Norden, Courlac im Norden und Nordosten, Rouffiac im Osten und Südosten, Saint-Quentin-de-Chalais im Süden sowie Chalais im Westen und Südwesten.

## Bevölkerungsentwicklung
| Jahr                      | 1962 | 1968 | 1975 | 1982 | 1990 | 1999 | 2006 | 2013 |
| Einwohner                 | 129  | 123  | 143  | 173  | 177  | 153  | 160  | 156  |
| Quelle: Cassini und INSEE |      |      |      |      |      |      |      |      |

## Sehenswürdigkeiten
- Kirche Saint-Adorateur aus dem 12. Jahrhundert

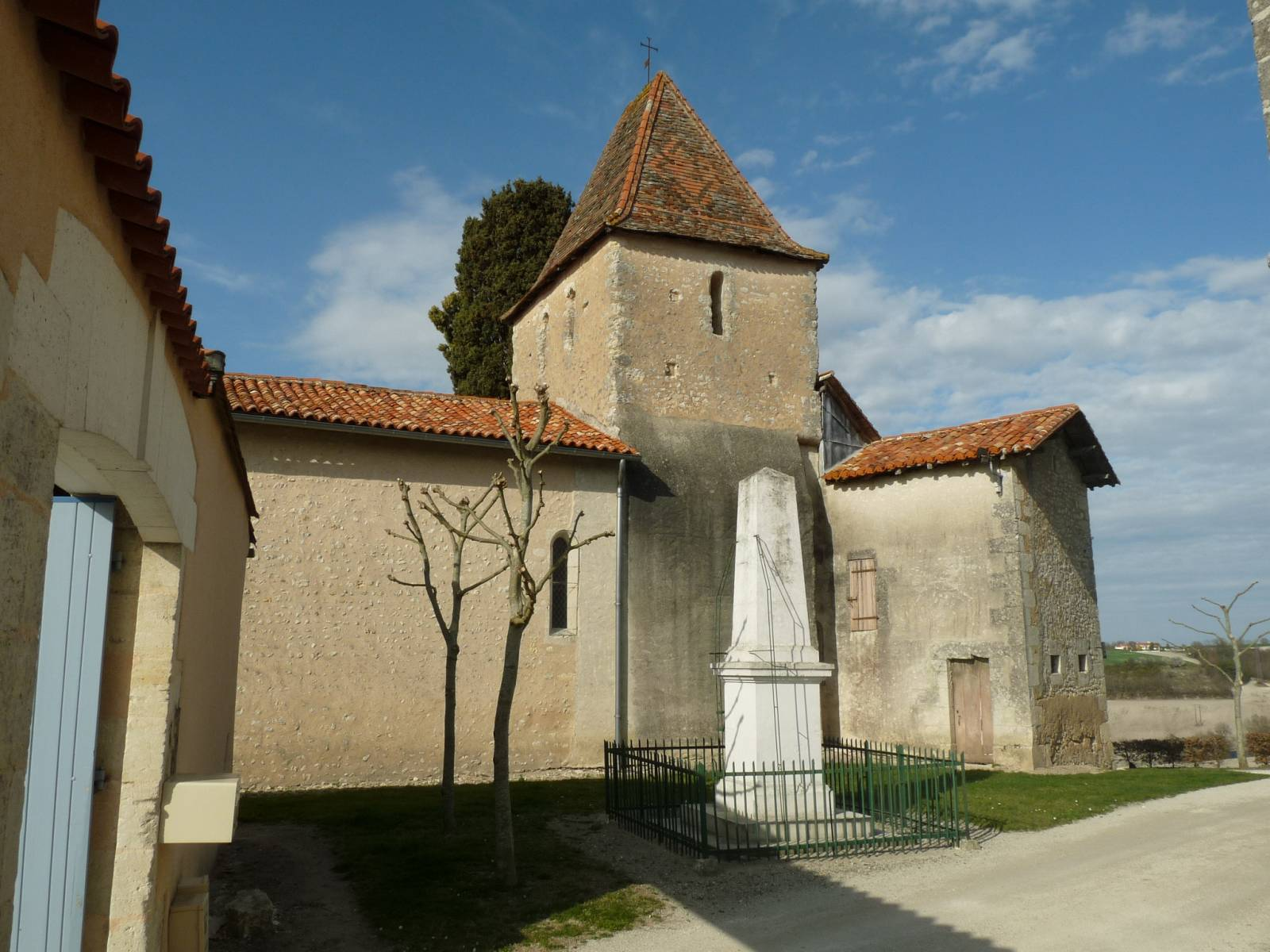
Kirche Saint-Adorateur